# قائمة إصدارات الطوابع في المغرب (1930-1939)
هذه قائمة بإصدارات الطوابع في المغرب للفترة 1930-1939:

## الحماية الفرنسية

### سلسلة المعالم
أصدر ثمانية وعشرون طابعا طابعا ضمن سلسلة المعالم في سنة 1933، وتم إضافة اثنين آخرين سنة 1934.
| #    | الوصف                                                                                           | الصورة | القيمة    |
| 1933 | 1933                                                                                            | 1933   | 1933      |
| ---- | ----------------------------------------------------------------------------------------------- | ------ | --------- |
| 1    | قصر السلطان، طنجة، بلون بني مسود المصمم: روجر بيليوت النقاش: أبيل مينيون                        |        | 1 سنتيم   |
| 2    | قصر السلطان، طنجة، بلون أرجواني المصمم: روجر بيليوت النقاش: أبيل مينيون                         |        | 2 سنتيم   |
| 3    | ميناء أكادير، بلون بني المصمم: روجر بيليوت النقاش: جورج هوريي                                   |        | 3 سنتيم   |
| 4    | ميناء أكادير، بلون بني محمر المصمم: روجر بيليوت النقاش: جورج هوريي                              |        | 5 سنتيم   |
| 5    | مكتب البريد المركزي، الدار البيضاء، بلون أخضر مزرق المصمم: روجر بيليوت النقاش: هنري لوسيان شيفر |        | 10 سنتيم  |
| 6    | مكتب البريد المركزي، الدار البيضاء، بلون أسود المصمم: روجر بيليوت النقاش: هنري لوسيان شيفر      |        | 15 سنتيم  |
| 7    | مكتب البريد المركزي، الدار البيضاء، بلون بني محمر المصمم: روجر بيليوت النقاش: هنري لوسيان شيفر  |        | 20 سنتيم  |
| 8    | مولاي ادريس زرهون، بلون أزرق المصمم: روجر بيليوت النقاش: جان أنطونين ديلزير                     |        | 25 سنتيم  |
| 9    | مولاي ادريس زرهون، بلون أخضر زمردي المصمم: روجر بيليوت النقاش: جان أنطونين ديلزير               |        | 30 سنتيم  |
| 10   | مولاي ادريس زرهون، بلون أسود محمر المصمم: روجر بيليوت النقاش: جان أنطونين ديلزير                |        | 40 سنتيم  |
| 11   | قصبة الوداية، الرباط، بلون بنفسجي بني المصمم: روجر بيليوت النقاش: أنطوان ديزاروا                |        | 45 سنتيم  |
| 12   | قصبة الوداية، الرباط، بلون أزرق مخضر المصمم: روجر بيليوت النقاش: أنطوان ديزاروا                 |        | 50 سنتيم  |
| 13   | قصبة الوداية، الرباط، بلون أحمر بني المصمم: روجر بيليوت النقاش: أنطوان ديزاروا                  |        | 65 سنتيم  |
| 14   | مدرسة العطارين، فاس، بلون وردي أرجواني المصمم: روجر بيليوت النقاش: جول بييل                     |        | 75 سنتيم  |
| 15   | مدرسة العطارين، فاس، بلون أحمر المصمم: روجر بيليوت النقاش: جول بييل                             |        | 90 سنتيم  |
| 16   | مدرسة العطارين، فاس، بلون بني المصمم: روجر بيليوت النقاش: جول بييل                              |        | 1 فرنك    |
| 17   | قصبة سي المدني الكلاوي، ورزازات، بلون أزرق بحري المصمم: روجر بيليوت النقاش: هنري لوسيان شيفر    |        | 1.50 فرنك |
| 18   | قصبة سي المدني الكلاوي، ورزازات، بلون بني المصمم: روجر بيليوت النقاش: هنري لوسيان شيفر          |        | 2 فرنك    |
| 19   | قصبة سي المدني الكلاوي، ورزازات، بلون قرمزي المصمم: روجر بيليوت النقاش: هنري لوسيان شيفر        |        | 3 فرنك    |
| 20   | ضريح السعديين بمراكش، بلون أحمر بني المصمم: روجر بيليوت النقاش: جان أنطونين ديلزير              |        | 5 فرنك    |
| 21   | ضريح السعديين بمراكش، بلون أسود المصمم: روجر بيليوت النقاش: جان أنطونين ديلزير                  |        | 10 فرنك   |
| 22   | ضريح السعديين بمراكش، بلون أزرق رمادي المصمم: روجر بيليوت النقاش: جان أنطونين ديلزير            |        | 20 فرنك   |
| 23   | البريد الجوي، منظر على الرباط، بلون أزرق غامق المصمم: روجر بيليوت النقاش: أبيل مينيون           |        | 50 سنتيم  |
| 24   | البريد الجوي، منظر على الرباط، بلون بني المصمم: روجر بيليوت النقاش: أبيل مينيون                 |        | 80 سنتيم  |
| 25   | البريد الجوي، منظر على الرباط، بلون أحمر غامق المصمم: روجر بيليوت النقاش: أبيل مينيون           |        | 1.50 فرنك |
| 26   | البريد الجوي، منظر على الدار البيضاء، بلون قرمزي المصمم: روجر بيليوت النقاش: أبيل مينيون        |        | 2.50 فرنك |
| 27   | البريد الجوي، منظر على الدار البيضاء، بلون بنفسجي المصمم: روجر بيليوت النقاش: أبيل مينيون       |        | 5 فرنك    |
| 28   | البريد الجوي، منظر على الدار البيضاء، بلون أخضر مزرق المصمم: روجر بيليوت النقاش: أبيل مينيون    |        | 10 فرنك   |
| 1934 |                                                                                                 |        |           |
| 1    | مدرسة العطارين، فاس، بلون أسود المصمم: روجر بيليوت النقاش: جول بييل                             |        | 1.25 فرنك |
| 2    | قصبة سي المدني الكلاوي، ورزازات، بلون أزرق مخضر المصمم: روجر بيليوت النقاش: هنري لوسيان شيفر    |        | 1.75 فرنك |

### سلسلة البريد الجوي
| #    | الوصف                                                                                              | الصورة | القيمة    |
| 1939 | 1939                                                                                               | 1939   | 1939      |
| ---- | -------------------------------------------------------------------------------------------------- | ------ | --------- |
| 1    | البريد الجوي، اللقالق والمئذنة، بلون أخضر مزرق المصمم: أ. فور النقاش: هنري لوسيان شيفر             |        | 80 سنتيم  |
| 2    | البريد الجوي، اللقالق والمئذنة، بلون بني محمر المصمم: أ. فور النقاش: هنري لوسيان شيفر              |        | 1 فرنك    |
| 3    | البريد الجوي، طائرة فوق خريطة المغرب، بلون أزرق بحري المصمم: كاميل بول جوسو النقاش: بيير غاندون    |        | 1.90 فرنك |
| 4    | البريد الجوي، طائرة فوق خريطة المغرب، بلون وردي أرجواني المصمم: كاميل بول جوسو النقاش: بيير غاندون |        | 2 فرنك    |
| 5    | البريد الجوي، طائرة فوق خريطة المغرب، بلون بني المصمم: كاميل بول جوسو النقاش: بيير غاندون          |        | 3 فرنك    |
| 6    | البريد الجوي، اللقالق والمئذنة، بلون بنفسجي المصمم: أ. فور النقاش: هنري لوسيان شيفر                |        | 5 فرنك    |
| 7    | البريد الجوي، طائرة فوق خريطة المغرب، بلون أزرق مخضر المصمم: كاميل بول جوسو النقاش: بيير غاندون    |        | 10 فرنك   |

### سلسلة تذكار ليوتي
أصدرت سنة 1935 سلسلة مكونة من أربعة طوابع بريدية تذكارية تحمل صورة المارشال ليوتي.
| #    | الوصف | الصورة | القيمة         |
| 1935 | 1935 | 1935   | 1935           |
| ---- | --- | ------ | -------------- |
| 1    | ماريشال هوبير ليوتي، بلون أحمر المصمم: جوزيف دي لا نيزيير النقاش: دار الطباعة هيليو فوجيرار               |        | 50+50 سنتيم    |
| 2    | ماريشال هوبير ليوتي، بلون أخضر المصمم: جوزيف دي لا نيزيير النقاش: دار الطباعة هيليو فوجيرار               |        | 1+1 فرنك       |
| 3    | ماريشال هوبير ليوتي، بلون بني غامق المصمم: جوزيف دي لا نيزيير النقاش: دار الطباعة هيليو فوجيرار           |        | 5+5 فرنك       |
| 4    | البريد الجوي، ماريشال هوبير ليوتي، بلون أزرق المصمم: جوزيف دي لا نيزيير النقاش: دار الطباعة هيليو فوجيرار |        | 1.50+1.50 فرنك |

### سلسلة المناظر الطبيعية والمعالم
| #    | الوصف                                                                 | الصورة | القيمة    |
| 1939 | 1939                                                                  | 1939   | 1939      |
| ---- | --------------------------------------------------------------------- | ------ | --------- |
| 1    | سلا، بلون أرجواني المصمم: هنري هورتال النقاش: غابرييل أنطوان بارلانغ  |        | 1 سنتيم   |
| 2    | صفرو، بلون أخضر المصمم: كويسنيل النقاش: أشيل أوفري                    |        | 2 سنتيم   |
| 3    | صفرو، بلون أزرق بحري المصمم: كويسنيل النقاش: أشيل أوفري               |        | 3 سنتيم   |
| 4    | سلا، بلون أخضر المصمم: هنري هورتال النقاش: غابرييل أنطوان بارلانغ     |        | 5 سنتيم   |
| 5    | صفرو، بلون وردي أرجواني المصمم: كويسنيل النقاش: أشيل أوفري            |        | 10 سنتيم  |
| 6    | غابات الأرز، بلون أخضر المصمم: كاميل بول جوسو النقاش: بيير غاندون     |        | 15 سنتيم  |
| 7    | غابات الأرز، بلون أسود بني المصمم: كاميل بول جوسو النقاش: بيير غاندون |        | 20 سنتيم  |
| 8    | أركان، بلون أزرق المصمم: كاميل بول جوسو النقاش: بيير غاندون           |        | 30 سنتيم  |
| 9    | أركان، بلون بني المصمم: كاميل بول جوسو النقاش: بيير غاندون            |        | 40 سنتيم  |
| 10   | أركان، بلون أخضر رمادي المصمم: كاميل بول جوسو النقاش: بيير غاندون     |        | 45 سنتيم  |
| 11   | أبي رقراق، بلون قرمزي المصمم: كاميل بول جوسو النقاش: بيير غاندون      |        | 50 سنتيم  |
| 12   | أبي رقراق، بلون أخضر مزرق المصمم: كاميل بول جوسو النقاش: بيير غاندون  |        | 60 سنتيم  |
| 13   | الغزلان، بلون بنفسجي المصمم: أ. فور النقاش: هنري لوسيان شيفر          |        | 70 سنتيم  |
| 14   | وادي درعة، بلون أزرق رمادي المصمم: جان هينو النقاش: هنري لوسيان شيفر  |        | 75 سنتيم  |
| 15   | أبي رقراق، بلون أزرق بحري المصمم: كاميل بول جوسو النقاش: بيير غاندون  |        | 90 سنتيم  |
| 16   | غابات الأرز، بلون بني المصمم: كاميل بول جوسو النقاش: بيير غاندون      |        | 1 فرنك    |
| 17   | وادي درعة، بلون بني محمر المصمم: جان هينو النقاش: هنري لوسيان شيفر    |        | 1.25 فرنك |
| 18   | وادي درعة، بلون أرجواني المصمم: جان هينو النقاش: هنري لوسيان شيفر     |        | 1.40 فرنك |
| 19   | فاس، بلون أخضر داكن المصمم: جان إميل لوران النقاش: جول بييل           |        | 2 فرنك    |
| 20   | فاس، بلون أزرق غامق المصمم: جان إميل لوران النقاش: جول بييل           |        | 2.25 فرنك |
| 21   | سلا، بلون أحمر المصمم: هنري هورتال النقاش: غابرييل أنطوان بارلانغ     |        | 2.50 فرنك |
| 22   | فاس، بلون بني مسود المصمم: جان إميل لوران النقاش: جول بييل            |        | 3 فرنك    |
| 23   | الغزلان، بلون أزرق غامق المصمم: أ. فور النقاش: هنري لوسيان شيفر       |        | 5 فرنك    |
| 24   | الغزلان، بلون أحمر المصمم: أ. فور النقاش: هنري لوسيان شيفر            |        | 10 فرنك   |
| 25   | الغزلان، بلون بني المصمم: أ. فور النقاش: هنري لوسيان شيفر             |        | 20 فرنك   |